# Daniel Bravo
Daniel Bravo (Toulouse, 1963. február 9. –) Európa-bajnok francia labdarúgó, középpályás.

## Pályafutása

### Klubcsapatban
1980 és 1983 között az OGC Nice labdarúgója volt. 1983 és 1987 között az AS Monaco csapatában szerepelt és francia kupát nyert az együttessel. 1987-ben visszatért az OGC Nice-hez. 1989 és 1996 között a Paris Saint-Germain játékosa volt. A párizsi csapattal bajnokságot és két francia kupa-győzelmet ért el és tagja volt az 1995–96-os KEK-győztes együttesnek. 1996-97-ben az olasz Parma labdarúgója volt. 1997-98-ban az Olympique Lyon, 1998-99-ben az Olympique Marseille csapataiban szerepelt. A Marseille-i csapattal UEFA-kupa döntős volt. 1999-00-ben az OGC Nice csapatában fejezte be az aktív labdarúgást.

### A válogatottban
1982 és 1989 között 13 alkalommal szerepelt a francia válogatottban és egy gólt szerzett. 1984-ben a hazai rendezésű Európa-bajnokságon aranyérmes lett a válogatottal.

## Sikerei, díjai
Franciaország
- Európa-bajnokság
  - aranyérmes: 1984, Franciaország

 AS Monaco
- Francia kupa (Coupe de France)
  - győztes: 1985

 PSG
- Francia bajnokság
  - bajnok: 1993–94
- Francia kupa (Coupe de France)
  - győztes: 1993, 1995
- Kupagyőztesek Európa-kupája (KEK)
  - győztes: 1995–96

 Olympique Marseille
- UEFA-kupa
  - döntős: 1998–99